# Elezioni legislative in Portogallo del 1953
Le elezioni legislative in Portogallo del 1953 si tennero l'8 novembre per il rinnovo dell'Assemblea Nazionale.

## Legge elettorale
I territori portoghesi erano divisi in 21 collegi plurinominali e in un collegio uninominale per le isole Azzorre. I 22 collegi eleggevano un totale di 120 membri, 13 dei quali provenivano dalle colonie portoghesi.
Gli aventi diritto potevano cancellare i nomi dei candidati dalla lista elettorale, ma non sostituirli con altre preferenze. Potevano votare tutti gli uomini che avessero compiuto 21 anni d'età purché fossero alfabetizzati oppure pagassero almeno 100 escudi in tasse e tutte le donne, sempre con un'età minima di 21 anni, purché avessero completato il ciclo di istruzione secondaria, o se pagassero almeno 100 escudi in tasse oppure se fossero delle capofamiglia.

## Campagna elettorale
L'opposizione dell'Estado Novo, formata liberali anticommunisti, intellettuali e repubblicani, presentò 3 liste con in totale 28 candidati nei colleggi di Lisbona, Porto e Aveiro. Come nella precedente elezione, i rappresentanti del Movimento di Unità Democratica e del Movimento giovanile per l'Unione Democratica non presentarono nessun candidato, mentre i monarchici votarono soltanto i candidati dell'Unione Nazionale che sostenevano la restaurazione.

## Risultati
|                      |                      |           |       |           |         |  |
| Partito              | Partito              | Voti      | %     | Seggi     | +/-     |  |
|                      | Unione Nazionale     | 724 760   | 85,74 | 120 / 120 | Stabile |  |
| Liste di opposizione | Liste di opposizione | 80 520    | 14,26 | 0 / 120   | Stabile |  |
|                      |                      |           |       |           |         |  |
| Non validi/Bianchi   | Non validi/Bianchi   | 1         | 0,0   | –         |         |  |
| Totale               | Totale               | 845 281   | 100   | 120       |         |  |
| Con diritto di voto  | Con diritto di voto  | 1 239 504 | –     | –         |         |  |
| Affluenza            | Affluenza            | –         | 68,2  | –         | 7,6     |  |